# Beat It
Beat It è un singolo del cantante statunitense Michael Jackson, il terzo estratto dal suo sesto album in studio Thriller e pubblicato il 21 febbraio 1983.
Scritta e prodotta dallo stesso Jackson insieme a Quincy Jones, il 30 aprile 1983 raggiunse la prima posizione della Billboard Hot 100 negli Stati Uniti rimanendoci per tre settimane consecutive: ciò lo rese in tal modo il terzo di sette singoli estratti dall'album Thriller a fare il proprio ingresso nei primi dieci posti della classifica statunitense (record nella storia delle classifiche).
Nel 1984 Beat It vinse due Grammy Award come "Registrazione dell'anno" e "Miglior interpretazione vocale rock maschile", fu inoltre nominata "Canzone dell'anno" insieme a Billie Jean, mentre agli American Music Award il video del brano, considerato uno spot contro la violenza delle gang e contro la droga, vinse come "Miglior video pop/rock" e "Miglior video soul/rhythm and blues".
La rivista Rolling Stone l'ha inserita al 344º posto della sua lista dei 500 migliori brani musicali nella storia della musica.

## Descrizione
Caratterizzata da un arrangiamento ritmico curato da Michael Jackson e da Quincy Jones in stile hard rock, vede alla chitarra ritmica e al basso la presenza di Steve Lukather del gruppo musicale Toto, con un assolo suonato da Eddie van Halen.
Alla batteria un altro membro dei Toto, Jeff Porcaro, che in quegli anni era richiestissimo negli studi di registrazione di Hollywood.

### Impatto

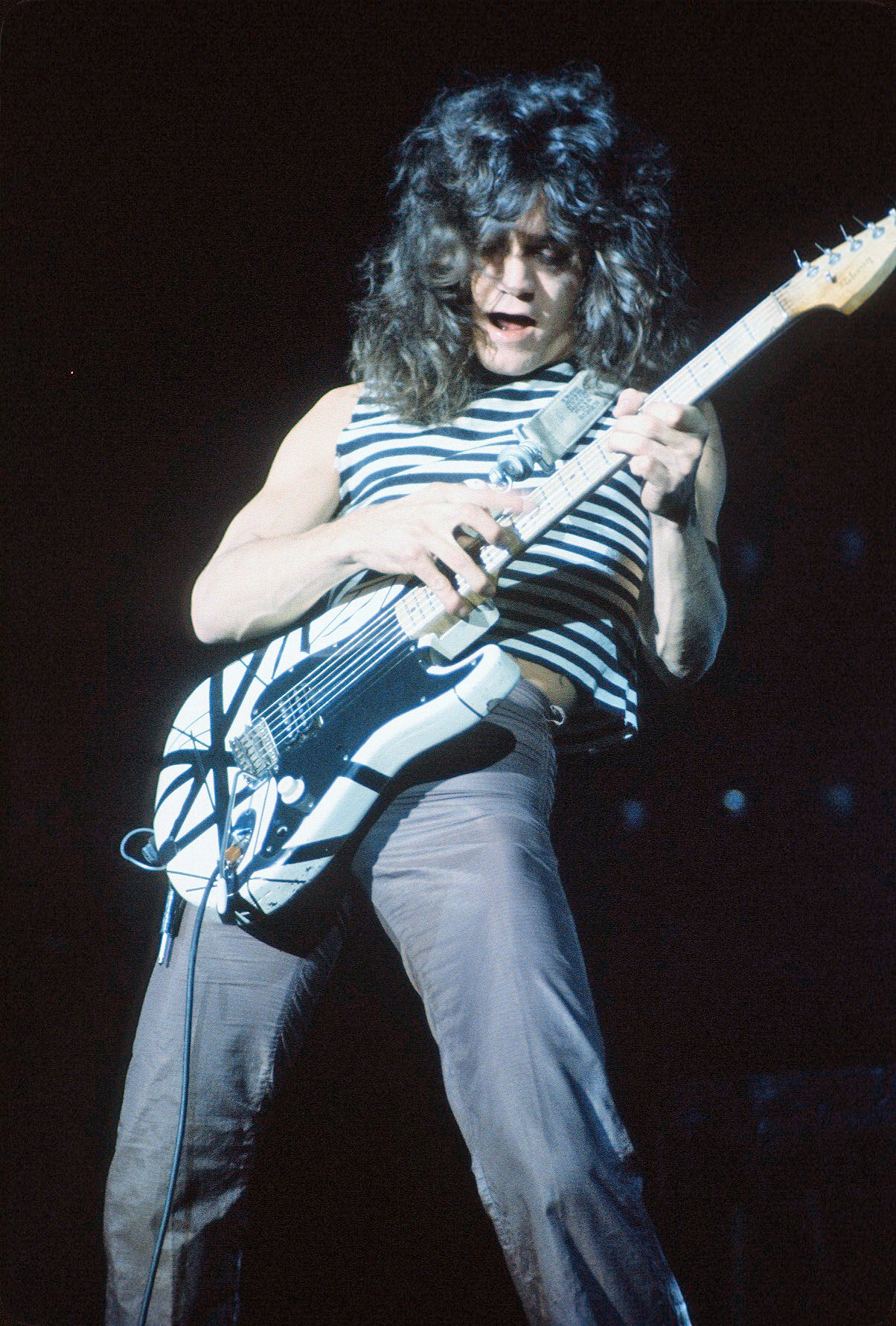
Eddie Van Halen

Beat It fu uno dei maggiori successi del cantante, ma anche un esempio ben riuscito di crossover, un incrocio perfetto tra il rhythm and blues dalla musica afroamericana e il rock e l'heavy metal dalla musica dei bianchi, ed ebbe il merito di introdurre sul mercato il cosiddetto "rock nero" (altri critici la definirono "dance metal"), contribuendo ad abbattere il razzismo nelle classifiche statunitensi, che ancora relegavano gli artisti neri alle sole classifiche R&B, blues e hip hop, mentre solo gli artisti bianchi entravano in quelle rock, nonostante i precursori del genere fossero stati musicisti afroamericani quali Chuck Berry e Little Richard. Beat It entrò addirittura alla posizione numero uno delle classifiche rock statunitensi. Riguardo alla composizione il cantante raccontò:
Jackson era così riuscito a creare una canzone in stile hard rock, grazie anche al contributo di Jones, Lukather e Van Halen.

## Video musicale

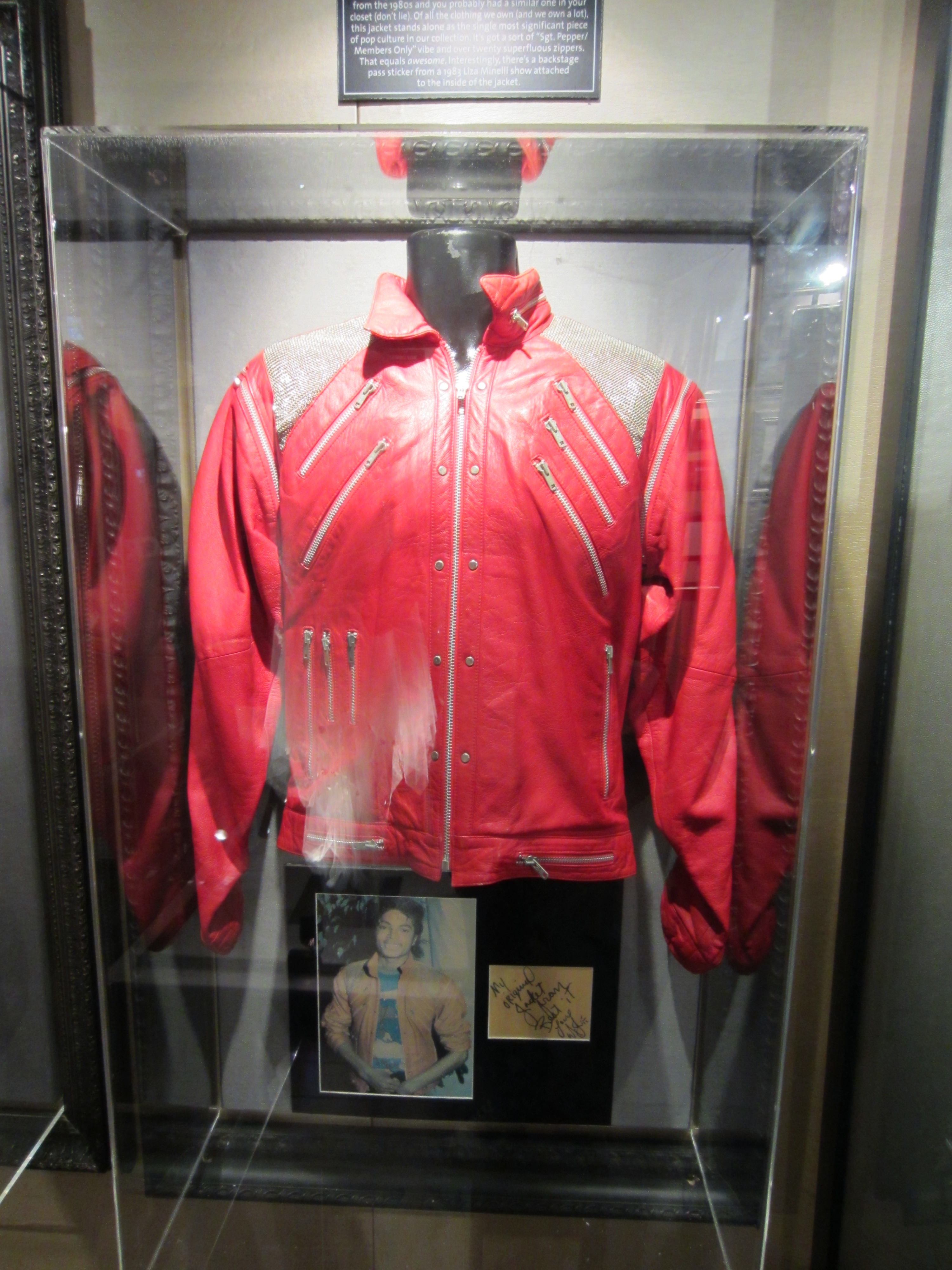
La giacca rossa indossata da Michael Jackson nel videoclip di Beat It presso l'Hard Rock Cafe di Miami.

Il videoclip di Beat It, diretto da Bob Giraldi, costò oltre 150.000 dollari, pagati tutti da Jackson di tasca propria. Il video è ambientato per le strade della periferia di Los Angeles, in particolare nella zona di Skid Row (una delle zone più povere di LA) dove si vedono due bande rivali che si stanno per fronteggiare (coi componenti interpretati sia da veri membri di bande che da attori e ballerini). Jackson è ripreso prima a letto e palesemente nervoso in un appartamento, successivamente si alza e si reca in un locale malfamato con una sala da biliardo, dalla quale poco prima sono usciti i leader delle due gang rivali, che si fronteggiano in un magazzino, coltelli alla mano. Jackson fa il suo ingresso e fa riappacificare le due gang guidandole in una coreografia a suon di musica. La coreografia fu curata dallo stesso Jackson e da Michael Peters, che avrebbe lavorato ancora qualche mese dopo con Jackson alla famosa coreografia degli zombi del successivo video di Thriller. Una parte della clip è ispirata alla "rumbla" nel magazzino di West Side Story.
Nella sua autobiografia Moonwalk del 1988, Jackson dichiarò:
(Michael Jackson, Moonwalk, 1988)
Il videoclip fu trasmesso per la prima volta dal programma World Première sul canale MTV. Fu anche il primo video mostrato nella esordiente trasmissione di video musicali della NBC Friday Night Video.

### Accoglienza
Il video di Beat It fu una delle opere più premiate di Michael Jackson all'epoca: vinse due American Music Award come Video Pop/Rock preferito e Video Soul/R&B preferito, quattro Billboard Video Award, tra cui i premi Miglior video in assoluto e Migliore coreografia. Venne inoltre premiato come Video dell'anno sia nei sondaggi dei critici che dei lettori di Rolling Stone. Nel 1992, il video venne inserito nella Music Video Producers Hall of Fame.
Nel 2017, 34 anni dopo la sua uscita, la celebre giacca rossa utilizzata da Jackson nel video fu venduta all’asta per 108.000 dollari.

### Versione in 4K
Nel 2022, in concomitanza col 40º anniversario di Thriller, e la promozione dell'album Thriller 40, i videoclip di Beat It e del singolo Thriller vengono restaurati in 4K e mostrati per la prima volta ad alcuni fan-event, tra i quali uno a Düsseldorf in Germania, ed in seguito pubblicati sulle piattaforme Apple Music, Tidal e YouTube. La ripubblicazione del video nella nuova versione in 4K, mai vista fino a quel momento, gli ha permesso di scalare le classifiche, in particolare piazzandosi al 2º posto nella classifica dei video musicali di iTunes. 
Il 22 novembre 2023 lo short film del brano caricato su YouTube ha raggiunto il miliardo di visualizzazioni, diventando il terzo video musicale di Jackson a raggiungere tale traguardo dopo Billie Jean e They Don't Care About Us.

## Interpretazioni dal vivo

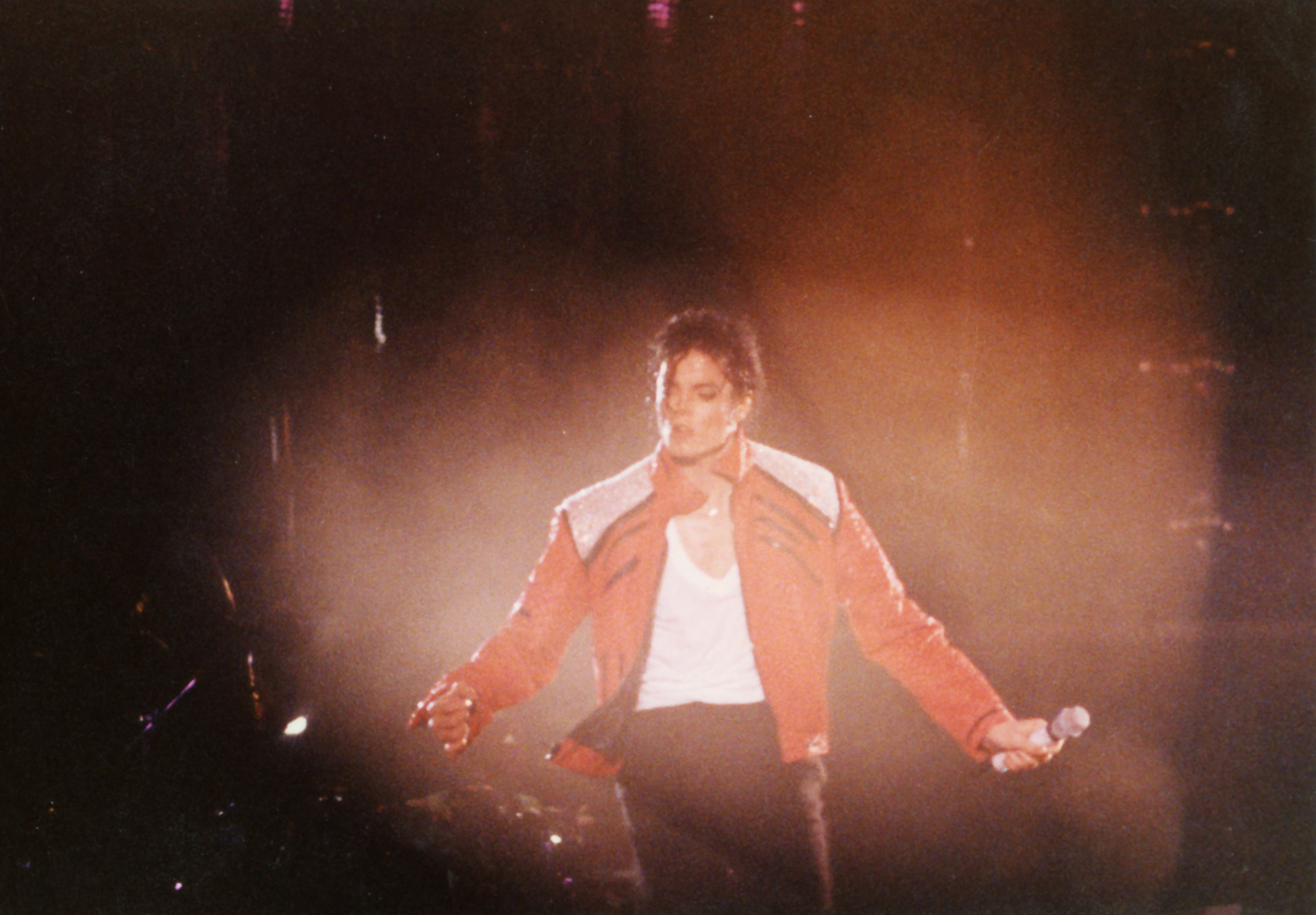
Michael Jackson mentre interpreta Beat It dal vivo durante il Dangerous World Tour a Monza, Italia il 6 luglio 1992.

Jackson interpretò il brano dal vivo per la prima volta nel 1984 durante il Victory Tour dei Jacksons, coi fratelli che lo accompagnavano anche nei cori. In questa prima versione dal vivo la coreografia del video veniva solo accennata. Durante una delle prime tappe del tour, precisamente a Dallas, in Texas, Eddie van Halen fece una speciale comparsa sul palco accompagnando Jackson con la chitarra nel suo famoso assolo. Jackson inserì questo brano in tutti i suoi tour mondiali da solista a venire: il Bad World Tour (1987-89), il Dangerous World Tour (1992-93) e l'HIStory World Tour (1996-97). Dal Bad Tour in poi l'interpretazione di Beat It cominciò sempre col cantante posizionato in cima ad una gru idraulica modello "cherry picker". Dallo stesso tour in poi, Jackson inserì la coreografia nel mezzo della canzone, mentre già a partire dal Victory Tour aveva aggiunto un finale in cui il brano si interrompeva più volte per poi riprendere. La traccia fu eseguita anche nei due concerti-evento per celebrare i suoi 30 anni di carriera solista Michael Jackson: 30th Anniversary Celebration il 7 e il 10 settembre 2001 a New York, con l'accompagnamento alla chitarra di Slash, anche nell'assolo originariamente di Eddie Van Halen.
L'ultima interpretazione di Jackson risale al giugno 2009, durante le prove per il residency show This Is It, che però non ebbe mai luogo a causa della prematura scomparsa del cantante. Le immagini delle prove furono poi inserite nel documentario postumo Michael Jackson's This Is It.

## Successo commerciale
Come il singolo precedente, Billie Jean, la canzone raggiunse rapidamente i primi posti delle classifiche mondiali toccando la vetta della classifica generale di Billboard. Grazie a Beat It Jackson ebbe un potente impatto sul mercato del "rock bianco". Il singolo divenne uno dei più venduti di sempre del cantante con oltre 10 milioni di copie a livello mondiale. Nel 1989 la RIAA lo certificò Disco di platino. Nel 2009 lo stesso ente gli conferì un ulteriore Disco d'oro. Nel 2018 lo certificò 4 volte Disco di platino per vendite oltre i 4 milioni mentre nel 2022 è stato certificato 8 volte Disco di platino per vendite superiori agli 8 milioni di unità nei soli Stati Uniti.

## Tracce

### Edizione originale
Vinile 7" Stati Uniti/Regno Unito
1. Beat It – 4:18 – Michael Jackson
2. Burn This Disco out – 3:48 – Rod Temperton

Vinile 12" Regno Unito
1. Beat It – 4:18 – Michael Jackson
2. Get on the Floor – 4:57 – Rod Temperton
3. Don't Stop 'til You Get Enough (Live with The Jacksons) – 4:22 – Michael Jackson (versione dall'album dei Jacksons del 1981 The Jacksons Live!)

### The Visionary Single(2006)
1. Beat It – 4:18
2. Beat It (Moby's Sub Mix) – 6:12
3. Beat It (Videoclip)

### Versioni e cover ufficiali
1. Beat It (Album Version) – 4:18
2. Beat It (7" Edit) – 4:18 – talvolta chiamata 7" Mix, 7" Version o Single Edit
3. Beat It (Demo) – 2:18 – inserita nel 2009 nella raccolta postuma This Is It
4. Beat It (Moby's Sub Mix) – 6:12
5. Beat It 2008 (feat. Fergie) – 4:12 – inclusa nell'edizione commemorativa del 25º anniversario di Thriller, ovvero Thriller 25
6. Beat It (Fall Out Boy) – dall'album Live in Phoenix
7. Beat It (John 5) – dall'album God Told Me to

## Classifiche

### Classifiche settimanali
| Classifica (1983)             | Posizione massima |
| ----------------------------- | ----------------- |
| Australia                     | 2                 |
| Austria                       | 6                 |
| Belgio (Fiandre)              | 1                 |
| Canada                        | 1                 |
| Europa                        | 1                 |
| Finlandia                     | 12                |
| Francia                       | 2                 |
| Germania                      | 2                 |
| Irlanda                       | 2                 |
| Italia                        | 21                |
| Norvegia                      | 8                 |
| Nuova Zelanda                 | 1                 |
| Paesi Bassi                   | 1                 |
| Regno Unito                   | 3                 |
| Stati Uniti                   | 1                 |
| Stati Uniti (mainstream rock) | 14                |
| Stati Uniti (R&B)             | 1                 |
| Sudafrica                     | 8                 |
| Svezia                        | 19                |
| Svizzera                      | 2                 |
| Classifica (2006)             | Posizione massima |
| Francia                       | 47                |
| Irlanda                       | 15                |
| Italia                        | 12                |
| Paesi Bassi                   | 27                |
| Regno Unito                   | 15                |
| Spagna                        | 1                 |
| Classifica (2009)             | Posizione massima |
| Australia                     | 17                |
| Danimarca                     | 16                |
| Europa                        | 22                |
| Europa (digital)              | 10                |
| Finlandia                     | 12                |
| Germania                      | 14                |
| Italia                        | 12                |
| Norvegia                      | 8                 |
| Nuova Zelanda                 | 24                |
| Paesi Bassi                   | 7                 |
| Regno Unito                   | 19                |
| Spagna                        | 15                |
| Stati Uniti (digital)         | 7                 |
| Svezia                        | 37                |
| Svizzera                      | 5                 |

### Classifiche di fine anno
| Classifica (1983) | Posizione |
| ----------------- | --------- |
| Australia         | 9         |
| Belgio (Fiandre)  | 3         |
| Canada            | 8         |
| Francia           | 5         |
| Germania          | 30        |
| Italia            | 67        |
| Nuova Zelanda     | 3         |
| Paesi Bassi       | 7         |
| Regno Unito       | 39        |
| Stati Uniti       | 5         |
| Classifica (2009) | Posizione |
| Svezia            | 62        |
| Svizzera          | 92        |

## Crediti
- Scritta, arrangiata e composta da Michael Jackson
- Prodotta da Quincy Jones e Michael Jackson
- Arrangiamenti vocali di Michael Jackson
- Arrangiamento ritmico di Michael Jackson e Quincy Jones

### Musicisti
- Michael Jackson: voce principale, cori, battitore custodia tamburi[81]
- Eddie van Halen: chitarra solista
- Steve Lukather[82]: basso elettrico e chitarra ritmica
- Jeff Porcaro[82]: batteria
- Bill Wolfer: tastiere
- Tom Bahler: Synclavier
- Greg Phillinganes[82]: sintetizzatore e piano Rhodes
- Steve Porcaro[82]: sintetizzatore e programmazione sintetizzatore

## Beat It 2008con Fergie

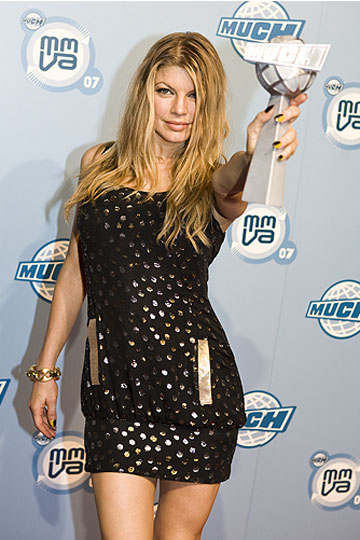
La cantante Fergie nel 2007

Nel 2008 uscì Thriller 25, una riedizione dell'album originale con l'aggiunta di alcuni remix, per celebrare i 25 anni dalla pubblicazione dell'album classico.
Jackson collaborò per questo lavoro col cantante fondatore dei Black Eyed Peas, will.i.am. Quest'ultimo, tra i vari pezzi, remixò anche Beat It con la presenza della cantante Fergie, allora anche lei membro del gruppo musicale, creando un duetto "virtuale" tra la cantante e Jackson.
La canzone fu intitolata Beat It 2008 e pubblicata come singolo a fine anno solo in alcuni paesi.
Alla sua uscita nel 2008, la canzone raggiunse, tra le altre, la posizione numero 8 in Svezia, la 14 in Austria e la 26 in Svizzera.

## Versioni di altri artisti

### Versione dei Fall Out Boy

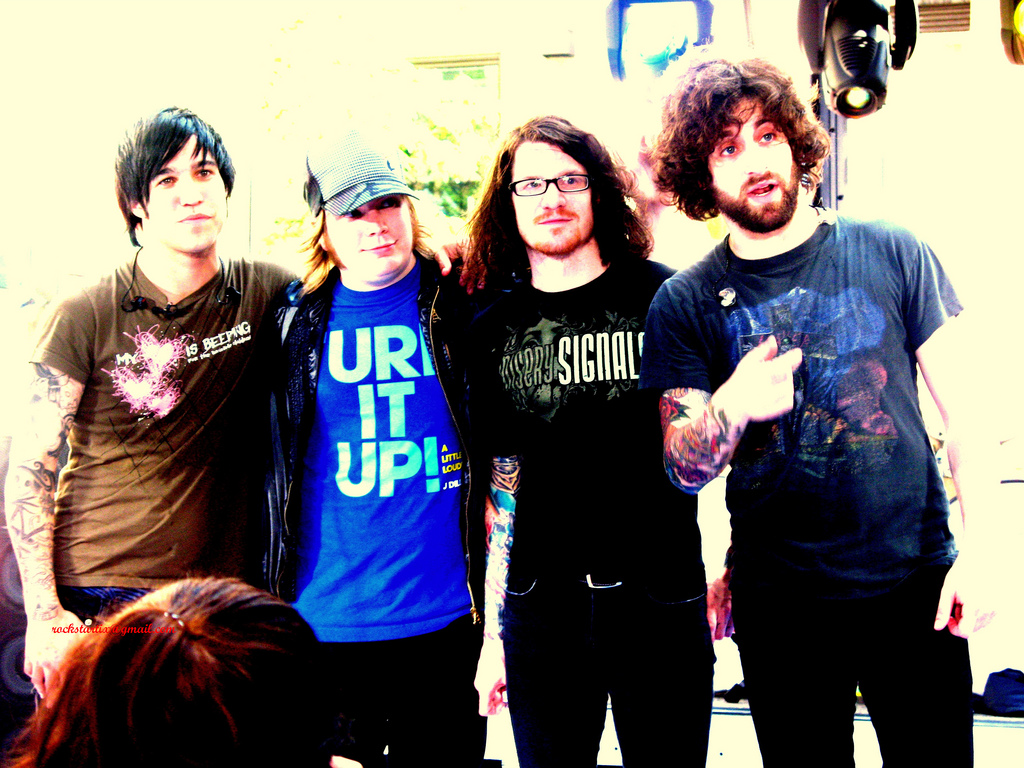
I Fall Out Boy

Nel 2008 il gruppo rock statunitense Fall Out Boy realizzò una sua versione del brano allo stesso scopo di celebrare i 25 anni dall'uscita dell'album Thriller.
Il singolo fu distribuito digitalmente il 25 marzo 2008 dalla Island Records come unico singolo estratto dal primo album dal vivo della band, Live in Phoenix (2008).
La canzone presenta un assolo di chitarra di John Mayer, che sostituisce quello eseguito originariamente da Eddie Van Halen.
Negli Stati Uniti la canzone raggiunse la posizione numero 19 della classifica generale di Billboard e la 21 della defunta classifica pop. Raggiunse inoltre la numero 8 in Canada, la 13 in Australia e la 14 in Nuova Zelanda.
Da allora, la band l'ha regolarmente inserita nella scaletta dei suoi spettacoli dal vivo.

### Il video
Il videoclip musicale dei Fall Out Boy fu diretto da Shane Drake in omaggio a Jackson. Presenta infatti numerose citazioni e rimandi ai video della popstar e alcuni cammei, tra cui una lezione di karate/danza insegnata da Tony Hale, e la presenza degli attori Donald Faison e Joel David Moore vestiti come Michael Jackson.
Il video in seguito ricevette una nomination agli MTV Video Music Awards 2008 come "Miglior video rock".

### Altre versioni e parodie
- "Weird Al" Yankovic ne fece per primo una parodia nel 1984 dal nome Eat It ("mangialo"), accompagnata anche da un videoclip-parodia shot-for-shot dell'originale.
- Gli Elio e le Storie Tese nella seconda metà degli anni Ottanta avevano all'interno del loro repertorio una cover parodica di Beat It chiamata Bidet.
- Thriller, Beat It e Smooth Criminal furono cantate dai Blue durante il loro Guilty Tour.
- In un concerto i Metallica suonarono il riff principale di Beat It insieme a quelli di altre canzoni rock.
- La cantante italiana Elisa la interpretò durante il suo Heart Alive Tour accompagnandola con una coreografia come l'originale, insieme ai suoi ballerini.
- Il chitarrista svedese Yngwie Malmsteen ne realizzò una sua versione.
- Andy Timmons e Steve Vai la proposero al Meinl Guitar Festival il 27 giugno 2009, due giorni dopo la morte di Jackson.
- I Pierce the Veil la rivisitarono e la resero disponibile come bonus track di iTunes nel loro album A Flair for the Dramatic.
- Anche Amy Winehouse e Charlotte Church fornirono le loro interpretazioni.
- Beat It è presente anche nel menù del gioco Guitar Hero World Tour.
- È stata fatta una parodia in napoletano dagli youtuber Carmine Migliaccio (alias Carolina) e Luca Sepe (alias Carmela), chiamata Scinne.